# Vella Lovell
Vella Lovell (* 13. September 1985 in Riverside, Kalifornien) ist eine US-amerikanische Schauspielerin. Sie wurde durch ihre Rolle als Heather Davis in der Comedy-Serie Crazy Ex-Girlfriend international bekannt. In Deutschland wurde die Serie vorrangig von Netflix ausgestrahlt.

## Leben und Karriere
Während ihrer Kindheit lebte Lovell vorrangig in New Mexico und später in Santa Fe, da ihre Mutter als Lehrerin häufig den Wohnort wechselte. Ihre Eltern haben sowohl afrikanische als auch europäische Vorfahren. Sie spielte bereits als Kind Theater und erhielt Klavierunterricht.
Lovell besuchte zunächst die Interlochen Arts Academy in Michigan und erhielt später einen Bachelor-Abschluss von der New York University. Anschließend besuchte sie die Juilliard School. Während ihrer Ausbildung spielte sie bei verschiedenen kleinen Theaterproduktionen mit. Wenige Wochen nach ihrem Abschluss wurde sie für Crazy Ex-Girlfriend gecastet.
Ab 2015 wurde sie Teil des Hauptcasts von Crazy Ex-Girlfriend, welche 4 Staffeln umfasst. Lovell spielte in der HBO-Serie Girls die Nebenrolle der Adele. Zudem spielte sie die Nebenrolle der Taylor oder „Tay“ in der Serie Younger. Außerdem spielte sie 2018 im Netflix-Film The Christmas Chronicles als „Wendy“ mit, 2023 folgte bei selben Streamingdienst eine Beteiligung Your Place or Mine. Zudem arbeitete sie als Synchronsprecherin bei verschiedenen Projekten.

## Filmografie
- 2015: OM City (Serie, 1 Folge)
- 2015: LFM (Fernsehfilm)
- 2015–2019: Crazy Ex-Girlfriend (Serie, 44 Folgen)
- 2016: Girls (Serie, 1 Folge)
- 2016: Younger  (Serie, 1 Folge)
- 2017: The Big Sick
- 2017: Die Hochzeit meiner Ex
- 2017: Flip the Script (Serie, 1 Folge)
- 2018–2020 She-Ra und die Rebellen-Prinzessinnen (Animationsserie, 22 Folgen)
- 2019: Dollface (Serie, 6 Folgen)
- 2021: A Clüsterfünke Christmas (Fernsehfilm)
- 2021–2022: Mr. Mayor (Serie, 20 Folgen)
- 2022: as We See it (Serie, 5 Folgen)
- 2022: Mack & Rita
- 2022: Gay Pride & Prejudice
- 2023: Your Place or Mine
- 2023–2024: Kiff (Animationsserie, 22 Folgen)
- 2023–2024: Animal Control (Serie, 20 Folgen)